# Bauhinia binata
Bauhinia binata är en ärtväxtart som beskrevs av Francisco Manuel Blanco. Bauhinia binata ingår i släktet Bauhinia och familjen ärtväxter. Inga underarter finns listade i Catalogue of Life.